# Гешрібенштайн

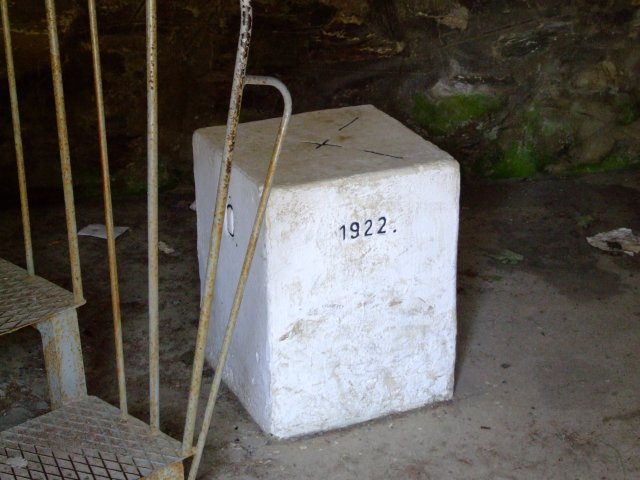
Прикордонний камінь всередині оглядової вежі. Його ліва сторона знаходиться в Австрії (позначається Ö для Österreich), права сторона — в Угорщині (позначена буквою М для Magyarország, не видно)

Гешрібенштайн (нім. Geschriebenstein), рідше Іротт-ке (угор. Írott-Kő) — гора, висотою 884 метри, розташована на кордоні між Австрією та Угорщиною. Це найвища гора гір Кшег, найвища точка в західній Угорщині (Задунайбія) і найвища точка в Бургенланді. За австрійськими джерелами його висота становить 884 м, тоді як угорські згадки в основному згадують 883 м. Найвища точка на бордовій частині кордону — 879  м (АА).
Його колишні угорські назви були Fenyőhegy і Szálkő. Її теперішня назва (Írottkő угорською мовою, Geschriebenstein англійською та німецькою мовами) може бути перекладена як письмовий камінь і, ймовірно, походить із прикордонних каменів з написами між властивостями родин Батьян і Естерхазі. На вершині — спостережна вежа, збудована в 1913 році. Це стоїть саме на кордоні між Австрією та Угорщиною.
З грудня 2007 року австрійсько-угорський кордон можна перетинати без формальностей, оскільки Угорщина приєдналася до Шенгенської угоди.
Найближчі міста австрійської сторони — Речніц і Локенгаус. З угорської сторони найближчим муніципалітетом є Велем, а найближче місто — Кшег.